# Gyraulus hornensis
Gyraulus hornensis är en snäckart som beskrevs av F. C. Baker 1934. Gyraulus hornensis ingår i släktet Gyraulus och familjen posthornssnäckor. Inga underarter finns listade i Catalogue of Life.